# German Pop Art
Der German Pop ist eine Kunstrichtung aus den 1960er Jahren und der deutsche Versuch einer Anlehnung  an die amerikanische und britische Pop Art.

## Entstehung
Für eine deutsche und offenkundig ironische Variante der Pop Art prägten die Düsseldorfer Künstler Gerhard Richter, Manfred Kuttner, Konrad Lueg und Sigmar Polke den Begriff Kapitalistischer Realismus, mit dem sie auf die amerikanische Pop Art reagierten. Sie wählten diesen Begriff mit seiner ironischen Anspielung auf den Sozialistischen Realismus für eine gemeinsame Ausstellung im Mai 1963 in einem verlassenen Ladenlokal sowie für die von Richter und Lueg im Oktober 1963 im Düsseldorfer Möbelhaus Berges veranstaltete Ausstellung und Kunstaktion von Leben mit Pop – eine Demonstration für den kapitalistischen Realismus. Von Düsseldorf aus verbreitete sich die Kunstrichtung nach West-Berlin und in Städten Westdeutschlands.

## Merkmale und Motive
Seit den 1950er Jahren nutzte die angloamerikanische Pop Art Motive aus der Welt des Konsums und der Massenmedien, um Alltagskultur und Konsumgesellschaft künstlerisch zu beleuchten. Das Deutschland der Nachkriegszeit, das durch das „Wirtschaftswunder“ wieder die Gelegenheit bekommen hatte, sich in einem bescheidenen Wohlstand einzurichten, nahm diesen Trend verspätet auf. Vor diesem gesellschaftlichen Hintergrund ironisierte der German Pop vor allem Phänomene der 1960er Jahre und der ausklingenden Adenauer-Ära, insbesondere ihre Geschmacksideale und Denkmuster sowie die als kleinbürgerlich empfundene „typisch deutsche Gemütlichkeit“. Das Establishment der deutschen Kunstszene und die öffentliche Meinung waren von dieser Kunstrichtung weitgehend schockiert.
Wie die amerikanisch-britische Pop Art legte der German Pop ein besonderes Augenmerk auf die Alltagskultur. Ähnlich wie Claes Oldenburg fokussierten sich die deutschen Künstler auf „popular culture“ und auf „junk“. Darunter verstanden sie Massenartikel, Gewöhnliches, Weggeworfenes, Kitsch, Muster aus Massenmedien, Warenwelt und Werbung und erhoben es zum Werkstoff und künstlerischen Sujet. Um eine klare Abgrenzung zu der zuvor in Deutschland weit verbreiteten Abstrakten Kunst zu ziehen, wurden oft einfache Alltagsobjekte wie Stühle oder Stiefel gegenständlich abgebildet.
Mit der Zeit entwickelte sich der German Pop weiter, wodurch sich auch seine Motive änderten. Vor allem in Berlin und Düsseldorf bekam die Kunstrichtung – ähnlich wie das angloamerikanische Gegenstück – eine politische Färbung im Sinne der Gesellschaftskritik der 68er-Bewegung. Wie bei der amerikanisch-britischen Pop Art drückte sich die German Pop Art im Wesentlichen in Malerei und Skulptur aus, wobei Fotorealismus oder Stilmittel der Verfremdung, etwa durch überdimensionierte Abbildungen, zum Einsatz kamen.

## AusstellungGerman Popin der Frankfurter Schirn
Für eine Ausstellung in der Frankfurter Schirn haben 2014 die Veranstalter sehr heterogene Strömungen nachträglich unter das Label German Pop subsumiert. Ausgehend von der 1963 in Düsseldorf veranstalteten Ausstellung und Performance Kapitalistischer Realismus wurden Werke von Künstlern aus Düsseldorf, Berlin, Frankfurt und München präsentiert, die nur in einigen Fällen zweifelsfrei zur Pop Art zu zählen sind, so die Werke von HP Alvermann, Thomas Bayrle, KP Brehmer, Christa Dichgans und Wolf Vostell. Dagegen handelt es sich um ein Missverständnis, wenn Konrad Klapheck mit seinen Maschinenbildern und Winfred Gaul mit seiner Serie der Verkehrszeichen und Signalbilder zu den Pop-Künstlern gezählt werden. Auch Joseph Beuys und die Fluxus-Strömung erhielten hier ihr falsches Label. Nach dem Urteil des Kunstkritikers Georg Imdahl kriegt die Ausstellung „einfach nicht genug überzeugende Bilder zusammen, um die Behauptung einer relevanten deutschen Pop-Art zu unterfüttern“.

## AusstellungI like Fortschritt, German POP Reloaded, Museum Mühlheim, Kunstmuseum Heidenheim, Museum Villingen / Esslingen, 2016
Die Ausstellung aus der Kölner Sammlung Kraft und aus den Sammlungen der beteiligten Museen spürt dem Verhältnis von Kunst und Massenmedien nach. Ausgewählte Arbeiten von Gerhard Richter, Sigmar Polke, Ferdinand Kriwet, Rune Mields, Werner Nöfer und Wolf Vostell zeigen, wie Werbung, Fotografie, Grafik, Multiple und Malerei miteinander in Wechselwirkung stehen.

## Wichtigste Vertreter
- Gerhard Richter
- Manfred Kuttner
- Sigmar Polke
- Konrad Lueg
- Wolf Vostell
- KP Brehmer,
- Thomas Bayrle
- Werner Nöfer
- Michael Langer